# Judo-Europameisterschaften 2004
Die Judo-Europameisterschaften 2004 fanden vom 14. bis zum 16. Mai in Bukarest statt. Es waren die bis heute einzigen Judo-Europameisterschaften in Rumänien. Die Judoka aus dem Gastgeberland gewannen zwei Titel und waren damit erfolgreicher als je zuvor. Insgesamt gewannen Judoka aus 26 Ländern Medaillen, die bis dahin größte Anzahl bei Judo-Europameisterschaften. Dabei wurden mit dem Wegfall der offenen Klasse zwei Wettbewerbe weniger ausgetragen als von 1987 bis 2003, seit gemeinsame Europameisterschaften für Männer und Frauen stattfanden.
Ariel Zeevi im Halbschwergewicht, Isabel Fernández im Leichtgewicht und Sara Álvarez im Halbmittelgewicht gewannen ihren zweiten Titel in Folge.

## Ergebnisse

### Männer
| Gewichtsklasse                 | Gold            | Silber            | Bronze                                 |
| ------------------------------ | --------------- | ----------------- | -------------------------------------- |
| Superleichtgewicht (bis 60 kg) | Ludwig Paischer | Revazi Zintiridis | Jewgeni Stanew Armen Nasarjan          |
| Halbleichtgewicht (bis 66 kg)  | Bektaş Demirel  | Elçin İsmayılov   | Benjamin Darbelet Óscar Peñas García   |
| Leichtgewicht (bis 73 kg)      | Kiyoshi Uematsu | Yoel Razvozov     | Dawit Kewchischwili Vsevolods Zeļonijs |
| Halbmittelgewicht (bis 81 kg)  | Ilias Iliadis   | Ole Bischof       | Ricardo Echarte Dmitri Nossow          |
| Mittelgewicht (bis 90 kg)      | Francesco Lepre | Mark Huizinga     | Walentyn Hrekow Chassanbi Taow         |
| Halbschwergewicht (bis 100 kg) | Ariel Zeevi     | Antal Kovács      | Michele Monti Ghislain Lemaire         |
| Schwergewicht (über 100 kg)    | Selim Tataroğlu | Indrek Pertelson  | Dennis van der Geest Tamerlan Tmenow   |

### Frauen
| Gewichtsklasse                 | Gold                    | Silber            | Bronze                                   |
| ------------------------------ | ----------------------- | ----------------- | ---------------------------------------- |
| Superleichtgewicht (bis 48 kg) | Alina Alexandra Dumitru | Tatjana Moskwina  | Frédérique Jossinet Nynke Klopstra       |
| Halbleichtgewicht (bis 52 kg)  | Ioana Maria Aluaș       | Ilse Heylen       | Telma Monteiro Petra Nareks              |
| Leichtgewicht (bis 57 kg)      | Isabel Fernández        | Sophie Cox        | Cinzia Cavazzuti Natalija Jucharewa      |
| Halbmittelgewicht (bis 63 kg)  | Sara Álvarez            | Aneta Szczepańska | Sarah Clark Julija Kusina                |
| Mittelgewicht (bis 70 kg)      | Edith Bosch             | Cecilia Blanco    | Andrea Pažoutová Rasa Sraka              |
| Halbschwergewicht (bis 78 kg)  | Jenny Karl              | Lucia Morico      | Esther San Miguel Anastassija Matrossowa |
| Schwergewicht (über 78 kg)     | Maryna Prokofjewa       | Karina Bryant     | Katrin Beinroth Zwetana Bosilowa         |

## Medaillenspiegel
| Rang | Land                   | Gold | Silber | Bronze | Gesamt |
| ---- | ---------------------- | ---- | ------ | ------ | ------ |
| 1    | Spanien                | 3    | 1      | 3      | 7      |
| 2    | Rumänien               | 2    | –      | –      | 2      |
| 2    | Türkei                 | 2    | –      | –      | 2      |
| 4    | Italien                | 1    | 1      | 2      | 4      |
| 4    | Niederlande            | 1    | 1      | 2      | 4      |
| 6    | Deutschland            | 1    | 1      | 1      | 3      |
| 7    | Griechenland           | 1    | 1      | –      | 2      |
| 7    | Israel                 | 1    | 1      | –      | 2      |
| 9    | Ukraine                | 1    | –      | 2      | 3      |
| 10   | Österreich             | 1    | –      | –      | 1      |
| 11   | Vereinigtes Königreich | –    | 2      | 1      | 3      |
| 12   | Aserbaidschan          | –    | 1      | –      | 1      |
| 12   | Belgien                | –    | 1      | –      | 1      |
| 12   | Estland                | –    | 1      | –      | 1      |
| 12   | Polen                  | –    | 1      | –      | 1      |
| 12   | Ungarn                 | –    | 1      | –      | 1      |
| 12   | Belarus                | –    | 1      | –      | 1      |
| 18   | Russland               | –    | -      | 6      | 6      |
| 19   | Frankreich             | –    | -      | 3      | 3      |
| 20   | Slowenien              | –    | -      | 2      | 2      |
| 21   | Armenien               | –    | -      | 1      | 1      |
| 21   | Bulgarien              | –    | -      | 1      | 1      |
| 21   | Georgien               | –    | -      | 1      | 1      |
| 21   | Lettland               | –    | -      | 1      | 1      |
| 21   | Portugal               | –    | -      | 1      | 1      |
| 21   | Tschechien             | –    | -      | 1      | 1      |
|      | Total                  | 14   | 14     | 28     | 56     |